# Phantasie III: The Wrath of Nikademus
Phantasie III - The Wrath of Nikademus is een videospel voor de platforms Commodore Amiga. Het spel werd uitgebracht in 1987. 